# Bowmanstown
Beaver Meadows es un borough ubicado en el condado de Carbon en el estado estadounidense de Pensilvania. En el año 2000 tenía una población de 895 habitantes y una densidad poblacional de 446.4 personas por km².Bowmanstown se encuentra a una elevación de 732 pies y está situado 3 millas al oeste de Palmerton y 4 millas al sur de Lehighton por la Ruta 248.

## Geografía
Bowmanstown se encuentra ubicado en las coordenadas 40°48′3″N 75°39′44″O / 40.80083, -75.66222.
Según la Oficina del Censo de los Estados Unidos, el borough tiene un área total de 2,1 kilómetros cuadrados, de los cuales, 2,0 km² son tierra y 0,1 km² (4,94%) son agua.

## Demografía
Según el censo del 2000, había 895 personas, 395 hogares, y 257 familias residiendo en el burgo. La densidad de población era de 448,8 personas por kilómetro cuadrado. Había 417 unidades de vivienda a una densidad promedio de 209,1/km². La conformación racial del burgo era 99,44% Blanco, 0,22% Asiático, y 0,34% de dos o más razas. Hispanos o Latinos de cualquier raza conformaban el 0,89% de la población.
Había 389 hogares de los cuales el 27,0% tenía niños menores viviendo en ellos, 54,0% eran parejas casadas viviendo juntos, 8,0% tenían a una mujer cabeza de familia sin la presencia del marido, y 33,9% no eran familias. 28,5% de todos los hogares estaban formados por una sola persona y 11,8% tenían a alguien de 65 años o mayor viviendo solo. El tamaño promedio de un hogar era 2,30 y el tamaño promedio de una familia era 2,77.
En el borough la población estaba esparcida entre 20,0% menores de 18 años, 7,4% de 18 a 24, 29,6% de 25 a 44, 26,0% de 45 a 64, y 17,0% de 65 años o mayores. La edad promedio era 41 años. Por cada 100 mujeres había 92,5 hombres. Por cada 100 mujeres de 18 años o mayores, había 90,4 hombres.
El ingreso medio de un hogar en el borough era $34.688 y el ingreso medio de una familia era $39.018. Los hombres tenían un ingreso medio de $31.845 contra $20.913 de las mujeres. La renta per cápita del burgo era $16.956. Alrededor del 7,4% de las familias y el 9,2% de la población estaban por debajo de la línea de pobreza, incluyendo al 10,5% de los menores de 18 años y al 12,3% de las personas de 65 años o mayores.

## El Bowmanstown Diner
Probablemente el lugar más famoso de Bowmanstown es el Bowmanstown Diner. Situado en la Calle White 642, el restaurante está abierto las 24 horas del día, todos los días. El Bowmanstown Diner se especializa en "Buena Comida Alemana de Pensilvania". Su plato más común son las papas fritas con salsa. El restaurante es un lugar popular después de las 2 de la mañana para personas de los pueblos cercanos que vienen a disfrutar una comida barata luego de una larga noche bebiendo.